# Château de Bar-sur-Seine
Le château de Bar-sur-Seine est un ancien château fort médiéval, dont les vestiges se dressent sur la commune française de Bar-sur-Seine dans le département de l'Aube, dans la région Grand Est.
Son importance tenait à sa situation sur la frontière entre la Champagne (comté vassal du roi de France) et la Bourgogne (duché alliée aux Anglais pendant la guerre de Cent Ans). À cette même époque le château de Bar-sur-Seine était considéré comme le plus important de Bourgogne.

## Brève chronologie
- XIe siècle : Le duché de Bourgogne comprend Bar-sur-Seine comme premier comté sous Milon Ier
- 17 août 1218/19 : Mort de Milon IV du Puiset, comte de Bar-sur-Seine pendant la cinquième croisade
- 1223 : Thibaut Ier de Navarre acquiert les droits des héritiers de Milon IV[1]
- 1239 : Thibaut fait hommage de Bar-sur-Seine à Robert de Torotte, évêque de Langres[1]
- 1273 : Bar-sur-Seine passe aux mains d'Henri III dit le Gros, roi de Navarre et comte de Champagne. Naissance de sa fille Jeanne Ire de Navarre, future reine de France, dans ce château.
- 14 août 1284: Bar-sur-Seine passe à la couronne de France par le mariage de Jeanne de Navarre avec Philippe IV le Bel.
- 1435 : Charles VII de France démembre Bar-sur-Seine de la couronne et le donne à Philippe III de Bourgogne par le traité d'Arras[1]
- 1477 : Louis XI profite de la  mort du duc de Bourgogne Charles le Téméraire pour réunir de nouveau Bar-sur-Seine à la couronne de France[1]. Il avait fait annuler en 1470 le traité de Péronne qui confirmait celui d'Arras. En fait, dès 1475, la ville est reprise par les partisans du roi Valois qui nomme en 1475 Jacques de Dinteville, capitaine de Beaune, gouverneur et comte usufruitier/viager de Bar-sur-Seine.
- François Ier (roi 1515–1547) donne le comté de Bar-sur-Seine en apanage à sa demi-sœur Jeanne d'Angoulême, épouse de Jean de Longwy. Leur fille Jacqueline, comtesse de Bar-sur-Seine, épouse Louis de Bourbon-Vendôme, duc de Montpensier.
- Règne d'Henri IV (1589-1610) : le roi confirme (ou engage ?) Bar-sur-Seine à Henri de Bourbon, duc de Montpensier[1], petit-fils de Louis de Bourbon-Vendôme et Jacqueline de Longwy.
- 1594 : les habitants profitent du désordre politique provoqué par les guerres de Religion et détruisent le château.

## Comtes de Bar-sur-Seine
- Comtes du Pagus Latiscencis, ou comtes du Lassois.
- ? - 997 : Rainard de Bar-sur-Seine († c. 997), fils de Raoul qui précède[2]

Une fille Ermengarde qui suit
- 997-998 : Milon II, comte de Tonnerre, marié à Ermengarde[3]
- 998-1002 : Herbert III de Vermandois, second époux d'Ermengarde[4]
- 1002- ? : Renaud Ier de Tonnerre, fils de Milon II (tutelle de sa mère Ermengarde)[4]
- ?- 1039 : Renaud Ier, comte de Tonnerre et de Bar-sur-Seine[5]

marié à Erwise,
Trois enfants, Othon († 1036), Arduin évêque de Langres († 1065), Ermengarde (v. 1032-1083)
- 1040 : Guy de Tonnerre, frère du précédent[7]
- 1040/1-1046 : Milon III de Tonnerre / Milon I de Bar-sur-Seine († 1046), frère du précédent[7],[8]

marié à Azeca, sœur d'Erwise
Six enfants, Guy II († av. 1046), Hugues Renaud qui suit, Valéran († av. 1046), Guy III, Geoffroy seigneur de Polisy, Eustachie qui suit également
- 1046- c. 1065/72 : Hugues Renaud qui devient ensuite évêque de Langres[10] en 1065[8]
- 1065/72-1089/90 : Gauthier Ier de Brienne[11],[12]

Marié à Eustachie, fille de Milon III de Tonnerre. Héritière du comté de Bar-sur-Seine par son frère Hugues Renaud,,
Quatre ou peut être Cinq enfants, dont Érard Ier de Brienne, Milon qui suit, Engelbert devenu moine…
- 1089/90- 1125/28 : Milon II de Bar[17],[18],[19] / Milon I de Brienne[20],[21], fils du précédent[22]

Marié à Mathilde de Noyers
Quatre fils, Guy qui suit, Raynaud abbé de Cîteaux, Herbert dit le Gros seigneur de Ville-sur-Arce, Thomas de Buxeuil
- 1125/28-1146 : Guy I de Bar[24] / Guy I de Brienne

Marié vers 1126 à Isabelle de Villemaure (v. 1103- ?), fille de Manassès I de Villemaure
Marié à Pétronille de Chacenay bien avant 1139
six ou sept enfants, dont Milon qui suit, Guillaume et Guy († av. 1151), Manassès qui deviendra évêque et Thibaut.
- 1147-1151/59 : Milon III de Bar[28] / Milon II de Brienne[19] (1125-1151/59)

Marié à Agnès de Trainel, fille de Guy de Baudémont
Une fille, Pétronille mariée en 1168 à Hugues IV du Puiset
Une charte du comte Manassès de Bar qui suivra laisse penser que c'était son fils et qu'il y avait un autre fils du nom de Thibaut
- 1151/59-1161 : Pétronille de Chacenay, régente du comté[30]
- 1161-1168 : Manassès de Bar-sur-Seine[19],[30],[31] (1146-1168 ou v. 1125-1193). Il n'est pas certain qu'il s'agisse de celui qui entre dans les ordres en 1168 et deviendra évêque de Langres en 1179
- 1168-1189/93 : Hugues IV du Puiset[32], de la famille des vicomtes de Chartres[33]

Marié à Pétronille, fille de Milon III et nièce de Manassès
deux enfants, Milon qui suit et Marguerite
- 1189/93-1219 : Milon IV du Puiset[34] († 17 août 1219)[35],[19], était également Vicomte de Chartres[36]

Marié à Elissendre, fille de Renaud de Joigny
Deux enfants, Gaulcher († 29 juillet 1219 au siège de Damiette ) et une fille devenue religieuse.

(Guillaume de Chartres étant parfois désigné à tort comme l'un de ses fils)

1220-1223 : Ellissendre, veuve de Milon IV. Milon mort après ses deux fils, la succession entre les ayants droit est conflictuelle et le comté est vendu à Thibaut Ier de Navarre en 1223.

## Architecture

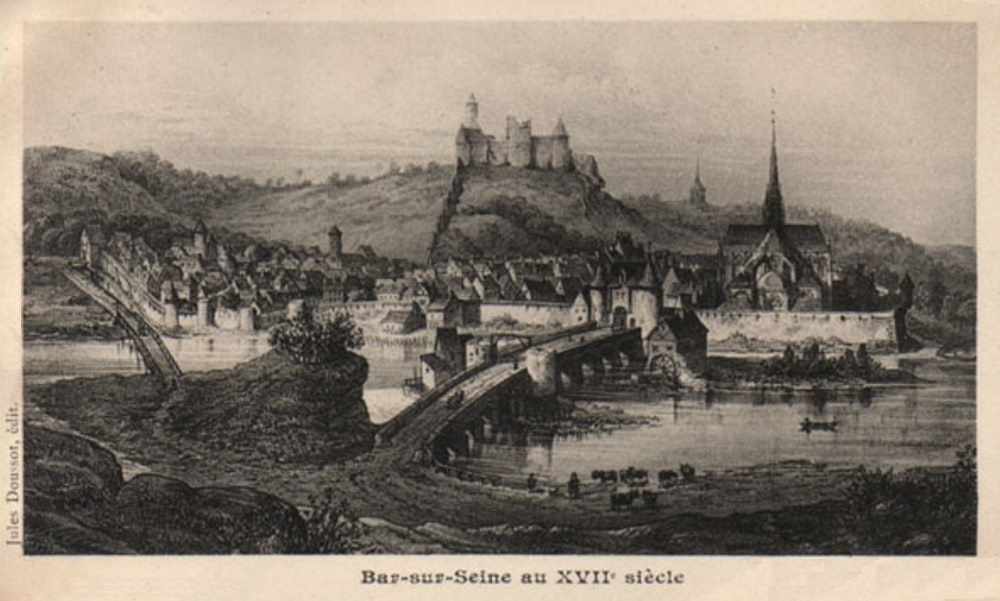
Le château au XVIIe siècle surplombant la ville.

Une première motte féodale est renforcée par Milon IV et agrandi le château qui épouse le promontoire triangulaire. Une cour basse le prolonge vers le sud sur un plan carré.

### Intérieur
La salle basse du château, dite salle des gardes, est voûtée d'ogives. Elle est inscrite au titre des monuments historiques par arrêté du 7 mai 1982. C'est peut-être la chambre aux écuyers située au pied du donjon mentionnée dans des comptes pour des dépenses de réparation en 1424.